# مدار ۷۶ درجه جنوبی
مدار ۷۶ درجه جنوبی، دایره‌ای از عرض جغرافیایی است که در ۷۶ درجهٔ جنوبی خط استوا  قرار دارد.

## گذر از مناطق
از نصف‌النهار مبدأ شروع می‌شود و به سمت مشرق ۷۶ درجه جنوبی از موارد زیر گذر می‌کند:
| مختصات‌ها                                             | کشور، قلمرو یا دریا | توضیحات |
| ---------------------------------------------------- | ------------------- | --- |
| ۷۶°۰′ جنوبی ۰°۰′ شرقی / ۷۶٫۰۰۰°جنوبی ۰٫۰۰۰°شرقی      | جنوبگان             | سرزمین شهبانو ماود, claimed by نروژ · قلمرو جنوبگان استرالیا, claimed by استرالیا · سرزمین ادلی, claimed by فرانسه · قلمرو جنوبگان استرالیا, claimed by استرالیا · Ross Dependency, claimed by نیوزیلند |
| ۷۶°۰′ جنوبی ۱۶۲°۳۵′ شرقی / ۷۶٫۰۰۰°جنوبی ۱۶۲٫۵۸۳°شرقی | اقیانوس منجمد جنوبی | دریای راس |
| ۷۶°۰′ جنوبی ۱۴۸°۵′ غربی / ۷۶٫۰۰۰°جنوبی ۱۴۸٫۰۸۳°غربی  | جنوبگان             | Unclaimed territory · Antártica Chilena, claimed by شیلی · Territory claimed by شیلی and بریتانیا (overlapping claims) · Territory claimed by آرژانتین, شیلی and بریتانیا (overlapping claims)          |
| ۷۶°۰′ جنوبی ۵۶°۵۴′ غربی / ۷۶٫۰۰۰°جنوبی ۵۶٫۹۰۰°غربی   | اقیانوس منجمد جنوبی | دریای ودل |
| ۷۶°۰′ جنوبی ۲۷°۰′ غربی / ۷۶٫۰۰۰°جنوبی ۲۷٫۰۰۰°غربی    | جنوبگان             | Territory claimed by آرژانتین and بریتانیا (overlapping claims) · قلمرو بریتانیایی قطب جنوب, claimed by بریتانیا · سرزمین شهبانو ماود, claimed by نروژ                                                  |